# Hippomenella chepigae
Hippomenella chepigae is een mosdiertjessoort uit de familie van de Romancheinidae. De wetenschappelijke naam van de soort is voor het eerst geldig gepubliceerd in 1993 door Gontar.